# Laza Cnejevici
Laza Cnejevici (n. 7 aprilie 1936, Sângeorge, Timiș – d. 6 decembrie 2015, Timișoara) a fost un mare rapsod al cântecului bănățean.

## Biografie
Laza Cnejevici s-a născut la Sângeorge (județul Timiș), în 7 aprilie 1936. A fost cantautor, solist vocal, instrumentist, profesor și căutător de talente. S-a făcut remarcat prin prmovarea muzicii populare sârbești și cel bănățean. 
Laza a învățat să cânte în timpul liceului sârbesc din Timișoara. În 1954 a intrat la “Limbi străine”, la București, însă a renunțat după un trimestru și s-a întors la Timișoara. Tot în acel an s-a înființat Ansamblul sârb de cântece și jocuri, unde a fost selectat ca acordeonist. Acesta avea să fie instrumental său de suflet.
A absolvit Facultatea de Muzică din Timișoara. În anii 60 a cântat în Ansamblul Zora, iar apoi a devenit instrumentist și solist în Ansamblul Timișul. 
A susținut turnee în America și Canada alături de Irina Loghin, Dan Spătaru, Stela și Arșinel, Doru Octavian Dumitru, Mirabela Dauer, Oana Sârbu, Silvia Dumitrescu, Horia Moculescu și mulți alții.
Laza Cnejevici a compus în 2002 imnul echipei de fotbal Poli Timișoara, „Alb-violeții din Banat”.
Activează ca profesor la Școala Populară de Artă din Timișoara încă de după absolvirea facultății, până în anul 2014, când iese la pensie.
A înregistrat zece discuri înainte de 1989, iar după Revoluția a mai scos opt casete și CD-uri. 

## Decesul
A murit pe 6 decembrie 2015, la vârsta de 79 de ani.